# هفت شوییه
هفت شوییه روستایی در دهستان قهاب شمالی بخش مرکزی شهرستان اصفهان استان اصفهان ایران است.

## جمعیت
بر پایه سرشماری عمومی نفوس و مسکن در سال ۱۳۹۵ جمعیت این روستا ۱٬۳۳۶ نفر (۴۰۷خانوار) بوده‌است.